# 帕特里克·巴尔托沙克
帕特里克·巴尔托沙克（捷克語：Patrik Bartošák，1993年3月29日—），捷克男子冰球运动员，场上位置是守门员。他曾入选2018年和2022年冬季奥林匹克运动会捷克男子冰球队名单，但均未上场参赛。